# Kluft (Zunftkleidung)

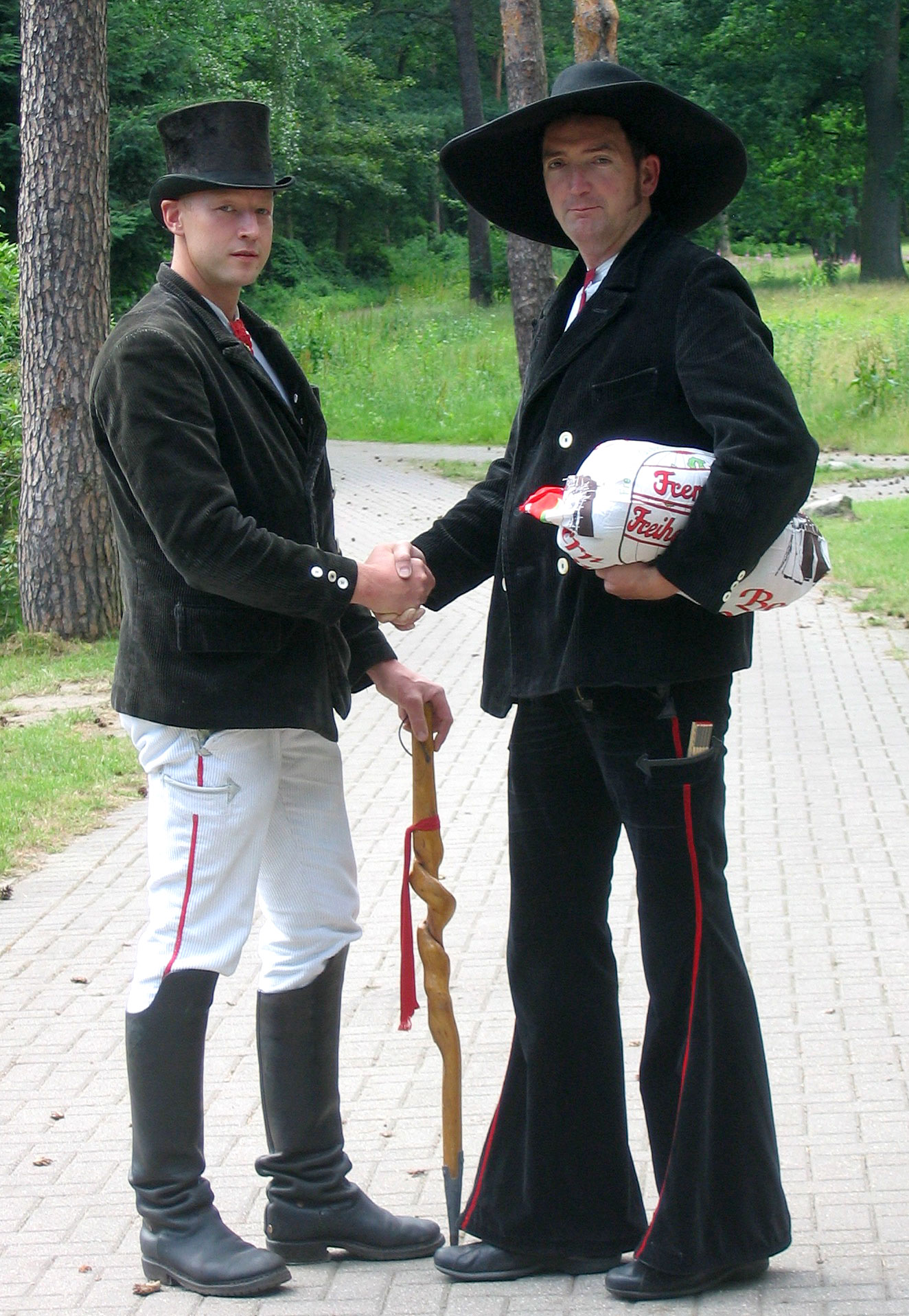
Fremde Freiheitsbrüder in Zunftkleidung

Die Kluft (von hebräisch qellippa: Schale, Rinde) ist die traditionelle Bekleidung oder Tracht eines Handwerksgesellen, insbesondere der Wandernden Gesellen während der Walz. Sie dient dem Schutz des Trägers (Arbeitsschutzkleidung) und als Erkennungszeichen einzelner Zünfte.
Seit Abschaffung der Zünfte durch die Gewerbefreiheit in der 2. Hälfte des 19. Jahrhunderts besteht die Kluft traditionell aus:
- dem Hut: Schlapphut mit breiter Krempe, Zylinder oder Koks, welcher immer schwarz ist,

Zimmerleute haben in der Regel einen Schlapphut, den Obermann. Der Hut hatte eine besondere Bedeutung: er steht für den freien Mann, was gerade im Mittelalter keine Selbstverständlichkeit war (der Geselle wurde ja auch zu Beginn seiner Wanderschaft bzw. zum Ende der Lehrzeit vor geöffneter Zunftlade aus der Zuchtgewalt des Lehrherren vom Obermeister frei gesprochen). Das Tragen des Hutes unterliegt strengen Regeln, er wird nur zu besonderen Gelegenheiten abgenommen (beispielsweise beim Essen, in fremden Gasthäusern jedoch nicht).
- der Staude: einem kragenlosen weißen Hemd, unter Umständen mit Biesen,
- der Hose (mit unterschiedlichem Schlag, jedoch auf jeden Fall mit Seitentaschen für Utensilien wie Meterstab, Bleistift usw.), diese besitzt fast ausnahmslos immer zwei Reißverschlüsse (bei den Freien Vogtländer Deutschlands als Erkennungsmerkmal die sogenannten „Spinnerknöpfe“ am Revers des Jackets und sechs an den Hosenschlägen befestigte Perlmuttknöpfe),
- der Weste mit acht weißen Perlmuttknöpfen vorne (für den 8-Stunden-Arbeitstag). Die Knöpfe sind so angenäht, dass das Garn den Buchstaben „Z“ bildet. Bei den Freien Vogtländer Deutschlands wird ein „V“ verlangt. Die Weste wird auch als Kreuzspinne bezeichnet,
- dem Jackett mit sechs Perlmuttknöpfen vorne (für die 6-Tage-Woche) und jeweils drei Knöpfen an den Ärmeln stellvertretend für drei Lehrjahre und drei Wanderjahre,
- Schuhen oder Stiefeln, meistens schwarz, können aber auch einfach dunkel sein,
- der Ehrbarkeit (ähnlich einer Krawatte oder einem Binder). An der Farbe der Ehrbarkeit kann die Zugehörigkeit des Gesellen zu einem Schacht erkannt werden. Freireisende tragen keine Ehrbarkeit.
- einem Ohrring (evtl. mit Zunftzeichen), der gegebenenfalls mit Hammer und Nagel mit einem gezielten Schlag gestochen wird,
- dem Stenz (bei Wandergesellen), ein Wanderstock aus speziellem Holz, den sich jeder Wandergeselle selber suchen muss,
- dem Koppel mit Koppelschloss (mit jeweiligem zugehörigem Zunftzeichen), Farben: Lehrling komplett Silber mit oder ohne Zeichen, Silber mit Goldenen Zeichen Geselle, Gold mit Silbernen Zeichen Meister und komplett Gold Alt-Meister,
- Taschenuhr mit Uhrkette an der Weste. An der Kette werden die Wappen der besuchten Städte befestigt (ähnlich einem Charivari).[2]

Die Farbe der Kluft ist je nach Beruf unterschiedlich (schwarz bei Holzberufen; hell bei Steinberufen, d. h. früher weiß, jetzt grau für Maurer oder beige oder hellbraun für Steinmetz und Steinbildhauer; blau bei Metallberufen; rot für Textilberufe wie Schneider oder Täschner; Pepita für Köche und andere Lebensmittelberufe). Sie ist aus verschiedenen Stoffen wie: Manchester-, Trenker- oder Genuacord, Samt eventuell mit Biesen (nur bei Schachtszugehörigkeit in der jeweiligen Farbe), Deutschleder, Pilot (Englischleder) oder Zwirn-Doppel-Pilot, die jeweils ganz oder fast ausschließlich aus Baumwolle bestehen.
Farben der Ehrbarkeit bzw. Erkennungsmerkmale bzw. Farben der Paspeln
- Schwarz: Gesellschaft der rechtschaffenen fremden Maurer und Steinhauer
- Blau: Rolandschacht
- Rot: Fremder Freiheitsschacht
- Gold: Freie Vogtländer Deutschlands (die Buchstaben „FVD“ werden im eingeschlagenen Hemd auf der Brust getragen), Axt und Kelle (Ohrring mit Emblem)
- Grau: Freier Begegnungsschacht („Die Elefanten“)
- Schwarz mit Rose: Bruderschaft zur Rose Quedlinburg und Döllnitz
- Krawattenkordel: Gewandhausgesellen Leipzig
- 3 Knöpfe am Hut: Heidberg Frei-Zunft Güstrow und Moratneustetten

Nicht direkt zur Kluft, aber eindeutig der Kleidung und der jeweiligen Vereinigung zugeordnet ist der Charlottenburger.